# Muş (provinca)
Muş je provinca, ki se nahaja v vzhodni Anatoliji v Turčiji. Glavno mesto je Muş. Večino prebivalstva sestavljajo Kurdi. V provinci leži mesto Malazgirt (Manzikert), kjer je leta 1071 potekala bitka pri Manzikertu.

## Okrožja
- Bulanık
- Hasköy
- Korkut
- Malazgirt
- Muş
- Varto

Koordinati:   39°00′02″N, 41°49′38″E
)